# RIVER (HOUND DOGのアルバム)
『RIVER』（リバー）は、HOUND DOG14枚目のスタジオ・アルバム。
1993年4月24日にMOTHER & CHILDRENよりリリースされた。

## 解説
「日はまた昇る〜THE SUN ALSO RISES〜」、「JEALOUSY」の2ヶ月連続シングルリリースを経て発売された、前作『BRIDGE』より1年2ヶ月ぶりとなるオリジナル・アルバム。
前作『BRIDGE』をプロデュースした後藤次利の希望、そしてバンド側も前作が自分たちに刺激を与えたと感じたことで、2作続けて後藤が音楽プロデューサーを担当した。前作同様にゲスト・ミュージシャンを起用しているが、後藤がバンドを掌握したことで前作に比べてミュージシャンが少なくなった。女性コーラスを使ったより黒っぽい音作り、ゴスペルやソウル、ファンクといった方向が加わった。

## チャート成績
オリコンチャート3位を獲得。
2022年5月現在、HOUND DOGのCDアルバムで4番目に売上の高い作品。

## 再発盤
1996年8月20日に再発された。

## 収録曲
全編曲：後藤次利／作詞：大友康平（特記以外）松井五郎（6.8）
1. JEALOUSY(5:19)
作曲:蓑輪単志
TBSテレビ「ムーブ」3月度エンディングテーマ
2. 邪魔するなよ(4:43)
作曲:後藤次利
3. RIVER(4:37)
作曲:八島順一
アサヒビールから「スーパードライ」CMソングの打診があった際、後藤らはこの曲を推したが、「ダウン」という歌詞がCMには向かないとアサヒビールに言われ、「日はまた昇る〜THE SUN ALSO RISES〜」がCMに起用された[1]
4. 日はまた昇る〜THE SUN ALSO RISES〜(4:20)
作曲:蓑輪単志
アサヒビール「スーパードライ」CMソング
5. 恋はNon-Stop(4:34)
作曲:八島順一
6. 一日の長いLove Letter(4:56)
　作曲:八島順一
7. 悲しきPRETENDER(3:39)
作曲:蓑輪単志
8. SAY GOOD BYE(5:08)
作曲:蓑輪単志
9. TRY AGAIN(4:47)
作曲:八島順一
10. LONG RUN(6:34)
作曲:蓑輪単志
11. 涙のゆくえ(4:15)
作曲:八島順一
12. 貧乏神の警告～Emergency～(6:10)
作曲:八島順一

## ミュージシャン

### HOUND DOG
- 大友康平：リードボーカル
- 八島順一：ギター
- 西山毅：ギター
- 蓑輪単志：キーボード
- 鮫島秀樹：ベース
- 橋本章司：ドラム

### アディショナル・ミュージシャン
- 大村憲司：ギター
- 後藤次利：ベース
- 青山純：ドラム
- 富樫春生：キーボード
- 山本拓夫：サックス
- 本田雅人：サックス
- 小池修：サックス
- 数原晋：トランペット
- 小林正弘：トランペット
- 菅坡雅彦：トランペット
- 清岡太郎：トロンボーン
- 浜口茂外也：パーカッション
- 坪倉唯子：コーラス
- 高尾直樹：コーラス
- Candee：コーラス
- 和田恵子：コーラス
- 曳田修：コーラス
- 鈴木弘明：コーラス